# Сін'ї
Сін'ї (кит. спр. 兴义市, піньїнь: Xīngyì Shì) — місто-повіт в південнокитайській провінції Гуйчжоу, адміністративний центр Цяньсінань-Буї-Мяоської автономної префектури.

## Географія
Сін'ї розташовується на сході Юньнань-Гуйчжоуського плато — висота понад 1000 метрів над рівнем моря нівелює спекотний клімат низьких широт.

### Клімат
Місто знаходиться у зоні, котра характеризується океанічним кліматом субтропічних нагір'їв. Найтепліший місяць — липень із середньою температурою 22.5 °C. Найхолодніший місяць — січень, із середньою температурою 7.6 °С.
| Клімат Пінсяна          | Клімат Пінсяна | Клімат Пінсяна | Клімат Пінсяна | Клімат Пінсяна | Клімат Пінсяна | Клімат Пінсяна | Клімат Пінсяна | Клімат Пінсяна | Клімат Пінсяна | Клімат Пінсяна | Клімат Пінсяна | Клімат Пінсяна | Клімат Пінсяна |
| Показник                | Січ.           | Лют.           | Бер.           | Квіт.          | Трав.          | Черв.          | Лип.           | Серп.          | Вер.           | Жовт.          | Лист.          | Груд.          | Рік            |
| Середній максимум, °C   | 11,7           | 14,7           | 19,4           | 24             | 25,7           | 26,3           | 26,9           | 27,1           | 25,1           | 21             | 17,6           | 13,3           | 21,1           |
| Середня температура, °C | 7,6            | 10             | 13,8           | 18,3           | 20,6           | 21,9           | 22,5           | 22,3           | 20,5           | 16,9           | 13,2           | 9,1            | 16,4           |
| Середній мінімум, °C    | 5              | 6,9            | 10,2           | 14,3           | 16,9           | 18,8           | 19,6           | 19,2           | 17,3           | 14,2           | 10,3           | 6,3            | 13,3           |
| Норма опадів, мм        | 26.9           | 33.5           | 37.8           | 50.6           | 152.2          | 298.3          | 299            | 230.5          | 150.3          | 101.4          | 48             | 22.4           | 1450.9         |
| Вологість повітря, %    | 84             | 78             | 72             | 70             | 75             | 83             | 84             | 83             | 81             | 84             | 82             | 82             | 79.8           |
| ----------------------- | -------------- | -------------- | -------------- | -------------- | -------------- | -------------- | -------------- | -------------- | -------------- | -------------- | -------------- | -------------- | -------------- |
| Джерело: data.cma.cn    |                |                |                |                |                |                |                |                |                |                |                |                |                |